# 方丈 (神話)
方丈山，又稱為方丈、方壺、方丈洲等，是中国神话傳說中渤海的三神山之一，其餘兩座則為蓬萊、瀛洲，為仙人所居，在《山海經》中都有記載。
《列子·湯問》中則記載「渤海之東有五山焉，一曰岱輿，二曰員嶠，三曰方壺，四曰瀛洲，五曰蓬萊」，是為渤海東五山之一。《史記》中的《封禪書》和《秦始皇本紀》也都分別記載秦始皇、漢武帝也曾使人到方丈求訪仙藥。
漢朝東方朔所著《海內十洲記》中的記載更為詳細：方丈洲在東海中心，是一個四岸各長五千里的正方島，上空有龍在聚集，有金碧輝煌的宮殿，有耕種芝草的田和玉石泉；當中還說不欲升天的仙人會到方丈洲居住，所以仙家達数十萬，而宮殿的主人為九源丈人，他是天下水神和各種水獸的首領。